# Келугерей
Келугерей (рум. Călugărei) — село у повіті Долж в Румунії. Входить до складу комуни Ородел.
Село розташоване на відстані 226 км на захід від Бухареста, 44 км на захід від Крайови.

## Населення
За даними перепису населення 2002 року у селі проживали 769 осіб, усі — румуни. Усі жителі села рідною мовою назвали румунську.